# حزب العمال والفلاحين (مصر)
حزب العمال والفلاحين، هو حزب سياسي اشتراكي في مصر.
في سبتمبر 2012، أصبح جزءًا من الائتلاف الثوري الديمقراطي.